# Сражение при Уилсонс-Крик
Сражение при Уилсонс-Крик (англ. The Battle of Wilson’s Creek) известное так же как сражение при Оак-Хиллс, было первым крупным сражением на западном театре американской гражданской войны. Оно произошло 10 августа 1861 года около Спрингфилда, штат Миссури, между Западной Армией Натаниэля Лайона и миссурийским ополчением (Missouri State Guard) генерала Прайса. Это сражение иногда называют «Западным Бул-Раном».
За несколько дней до сражения конфедеративная Западная армия генерала МакКаллоха обнаружила федеральную Западную Армию генерала Приора, стоящую лагерем в Спрингфилде.9 августа обе стороны составили план атаки. Примерно в 05:00 10 августа генерал Лайон атаковал противника тремя колоннами: двумя командовал он сам, а третьей — Франц Зигель. Первой попала под удар кавалерия Конфедерации, стоящая на холме около реки Уилсонс-Крик, в 19 километрах юго-западнее Спрингфилда. Кавалерия покинула холм и тогда пехота попыталась вернуть позицию. В тот день южане провели три атаки холма, но не смогли отбросить противника. Когда погиб генерал Лайон и ранен генерал Суини, командование федеральными силами принял Самуэль Стёрджис. Между тем южанам удалось отбросить колонну Зигеля на южном участке поля боя. После третьей атаки, примерно в 11:00, южане отошли на исходные позиции. Стёрджис понял, что его люди измотаны боем и почти израсходовали боеприпасы, поэтому приказал отступить к Спрингфилду. Южане были слишком дезорганизованы, чтобы его преследовать.

## Предыстория
13 июля 1861 года армия Лайона насчитывала примерно 6000 человек и стояла лагерем в Спрингфилде. Его силы состояли из 1-го, 2-го, 3-го и 5-го миссурийских полков, 1-го айовского, двух канзасских полков, ещё нескольких рот и нескольких батарей артиллерии.
К концу июля миссурийское ополчение стояло лагерем в 121 километре юго-западнее Спрингфилда, где к нему присоединился отряд армии Конфедерации генерала МакКаллоха и арканзасское ополчение генерала Пирса, так что силы южан насчитывали примерно 12 000 человек. Южане планировали атаковать Спрингфилд, но Лайон опередил их и 1 августа выступил из лагеря. 2 августа авангарды армий вступили в перестрелку у Даг-Спрингс. Здесь Лайон осознал, что противник превосходит его вдвое, поэтому отступил назад в Спрингфилд. МакКаллох организовал преследование. 6 августа его части встали лагерем у Уилсонс-Крик, в 16 километрах от Спрингфилда. Прайс предлагал сразу атаковать Спрингфилд, но МакКаллох сильно сомневался в боевых качествах миссурийского ополчения и решил остаться на месте. В ответ Прайс решил атаковать в одиночку, и в итоге МакКаллох согласился атаковать противника утром 10 августа. Однако, вечером 9-го числа начался сильный ливень, и выступление солдат из лагеря было отложено.
Осознавая слабость своего отряда, Лайон планировал отступить на северо-восток, но сначала решил провести внезапную атаку миссурийцев, чтобы осложнить им преследование. Полковник Франц Зигель предложил провести обходной манёвр и атаковать противника с тыла. Это ослабляло федеральный отряд, но Лайон согласился. Вечером 9 августа федеральная армия вышла под дождем из лагеря. 1000 человек была оставлена для охраны коммуникаций. 1200 человек Зигеля пошли в обход.
В полночь часто Лайона незамеченными вышли к лагерю противника с левого фланга. Пикеты южан были сняты ещё вечером, когда планировалось наступление, и не вернулись на место. Отряд Зигеля (два полка пехоты и две роты кавалерии, всего 1500 человек) так же обошел правый фланг противника и занял высоту в 500 ярдах от лагеря арканзасцев генерала Пирса.

## Силы сторон
Западная армия Натаниэля Лайона состояла из 11 полков и нескольких рот, сведенных в четыре бригады. Командиром штаба при Лайоне состоял Джон Скофилд.
- Бригада Сэмюэля Стёрджиса: 1-й полк регулярной армии США генерала Джозефа Пламмера, 2-й миссурийский пехотный полк Питера Остерхауза и 3 пехотные роты
- Бригада Франца Зигеля: 2 полка и 2 роты (в том числе рота капитана Юджина Карра)
- Бригада Джорджа Эндрюса: 2 пехотных полка
- Бригада Джорджа Дицлера: 5 пехотных полков

Западная армия представляла собой довольно хаотичное соединение. Она состояла из двух частей, первая из которых называлась бригадой, а вторая — дивизией. Миссурийское ополчение было сведено в 5 дивизий, в каждой из которых имелось два полка.
 Западная армия Бенджамина МакКаллоха
- Бригада Бенджамина МакКаллоха: 3 пехотных и 1 кавалерийский полк
- Дивизия Николаса Пирса (арканзасское ополчение): 3 пехотных полка, 2 кавалерийских и 2 батареи

 Миссурийское ополчение под командованием Стерлинга Прайса:
- Дивизия Джеймса Рейнса
  - Бригада Ричарда Уэйтмана: 4 миссурийских пехотных полка
  - Кавбригада Джеймса Коуторна: 3 кавалерийских полка
- Дивизия Джона Кларка: 1 пехотный и 1 кавалерийский полк
- Дивизия Уильяма Слака: 2 пехотных и 1 кавалерийский полк
- Дивизия Мосби Парсонса: 1 пехотный и 1 кавалерийский полк
- Дивизия Джеймса МакБриджа: 2 пехотных и 1 кавалерийский полк

## Сражение
В полночь 10 августа федеральная армия вышла к лагерю противника и простояла на позициях до рассвета. На рассвете Лайон начал наступление, послав вперед полк регуляров капитана Джозефа Пламмера. На северной окраине лагеря южан стояла кавалерийская бригада из дивизии Рэинса. Попав под удар превосходящих сил противника она начала отступать на юг. Около 06:00 федеральные 1-й канзасский и 1 миссурийский полки поднялись на вершину холма, однако там по ним открыла огонь арканзасская батарея, и это остановило наступление федеральных сил. Капитан Пламмер оценил опасность огня арканзасской батареи и направил свой полк к ней. Однако по пути он наткнулся на два полка противника — 3-й луизианский и 2-й арканзасский, примерно 1 100 человек (ими командовал Джеймс Мак-Интош), и около 07:00 завязалась перестрелка. В итоге Пламмер отступил, но Мак-Интош не смог его преследовать.
Между тем, услышав звуки боя на участке Лайона, Франц Зигель начал атаку на своем участке и напал на лагерь арканзасского ополчения, которое в панике стало отступать на север. Колона Зигеля перешла Терелл-Крик, развернулась у поля фермы Шарпа и плотным огнём ещё раз отбросила кавалерию противника. Зигель двинулся к ферме Шарпа и вышел на Вир-Роуд. Однако, МакКаллох незаметно для Зигеля подготовил к атаке 3-й луизианский полк и несколько миссурийских и арканзасских отрядов. При поддержке огня двух батарей они обрушились на людей Зигеля, которые не выдержали этой атаки и обратились в бегство.
Около 07:30 миссурийцы Джеймса МакБриджа атаковали правый фланг Лайона, но были отброшены.
Примерно в 09:00, когда все миссурийцы уже были на позиции, Прайс начал вторую атаку Кровавого Холма, и ему почти удалось прорвать центр федеральных линий. Генерал Лайон лично занялся передислокацией своих сил, и в этот момент пуля попала ему в грудь, отчего он умер почти сразу. Он стал первым генералом федеральной армии, погибшим во время той войны, и первым генералом, погибшим после войны 1812 года. Командование перешло к майору Сэмюэлю Стёрджису.
Атака южан не удалась. Повисла небольшая пауза, за время которой Прайс получил небольшое подкрепление от конфедератов МакКаллоха и арканзасского ополчения. В 10:00 началась третья и самая мощная атака. Почти 3 000 миссурийцев и арканзасцев бросились на позиции армии Стёрджиса. Но и эта атака не удалась. После их отступления Стёрджис понял, что положение его ненадежно. Было потеряно много людей, боеприпасы на исходе, никаких новостей о Зигеле. Стёрджис решил отступить. В 11:30 федеральная армия отошла от Кровавого Холма и сражение завершилось. Южане так же были дезорганизованы и израсходовали боеприпасы, поэтому отказались от преследования. По словам арканзасского генерала Николаса Пирса, «мы наблюдали отступление противника в бинокли и были только рады наблюдать его уход».

## Последствия
Сражение было не большим по стандартам той войны, но весьма крупным для 1861 года. Северяне потеряли четверть своей армии, южане — примерно 12 %. Союз потерял убитыми и ранеными примерно 1317 человек, Конфедерация — 1230. Вдохновленные этой победой, миссурийцы Прайса начали вторжение в северный Миссури и 20 сентября разбили противника в первом сражении при Лексингтоне.
После отступления в Спрингфилд Стёрджис передал командование Зигелю. На военном совете в тот вечер было принято решение отступать в Роллу в 03:00 следующего дня, но Зигель задержался на несколько часов. Потом по его вине произошло ещё несколько задержек и в итоге офицеры настояли, чтобы Стёрджис принял командование обратно.
Только в феврале 1862 года федеральная армия возобновила наступление на юго-запад, заняла Спрингфилд и в марте Прайс, МакКаллох и Эрл ван Дорн были разбиты при Пи-Ридж.
В 1892 году генерал Джон Скофилд получил медаль Почета за Уилсонс-Крик. Будучи майором 1-го миссурийского полка, он «доблестно вел полк в успешную атаку на противника». Историк Бенсон Бобрик писал: «он наградил сам себя Медалью Почета (врученной в 1892) за незадокументированную доблесть при Уилсонс-Крик».